# Klubi Sportiv Skënderbeu Korçë
El Klubi Sportiv Skënderbeu Korçë és un club de futbol albanès de la ciutat de Korçë.

## Història
Evolució del nom:
- 1923: Supresa Korçë
- 1925: Skënderbeu Korçë
- 1947: Dinamo Korçë
- 1950: Korçë
- 1951: Puna Korçë
- 1957: Skënderbeu Korçë

## Palmarès
- Lliga albanesa de futbol 5: 
  - 1933, 2011, 2012, 2013, 2014

- Segona divisió de la lliga albanesa de futbol 1:
  - 1975-76, 2006-07